# Mongolarachne jurassica
Mongolarachne jurassica é uma espécie fóssil de aranha da família Mongolarachnidae do período Jurássico. É a única espécie descrita para o gênero Mongolarachne, que por sua vez é o único gênero na família. Originalmente descrita como Nephila jurassica, em 2011, foi recombinada em um novo gênero, o Mongolarachne em 2013.
Os restos fósseis foram encontrados na formação Jiulongshan, próxima da vila de Daohugou no condado de Ningcheng, no nordeste da China. Tais aracnídeos chegavam a medir 15 centímetros de extensão com suas patas abertas.